# Nørretorv (Flensborg)
Nørretorv (på tysk Nordermarkt) er en centralt beliggende plads i Flensborgs indre by. Storegade og Nørregade støder op til pladsen. Mod øst fører Skibbrogade ned til havnen. Torvet huser flere caféer og restauranter.
På nordsiden af torvet ligger Skrangerne og en række velbevarede gavlhuse. Skrangere er en arkadegang fra 1595, hvor torvehandlere tidligere havde deres salgsboder. Midt på pladsen står Neptunbrønden, som er bygget i rokokostil i 1758. På prydbrøndens sider findes det danske rigsvåben og et monogram af Frederik 5. Øverst på brønden troner havguden Neptun med forken. Allerede i middelalderen lå her på torvet byens torvebrønd. På sydsiden af torvet ses det tidligere kongelige postholderi, hvor udveksling af post og fragt fandt sted. Posthuset blev senere til hotel, hvor Hans Christian Andersen overnattede flere gange på sine rejser til Sønderjylland. Bygningen huser nu et rejsekontor. På Nørretorv lå også Flensborg Avis første avishus fra 1869.